# 26e cérémonie des Lumières
La 26e cérémonie des Lumières de la presse internationale, organisée par l'Académie des Lumières, se déroule le 19 janvier 2021. Elle récompense les films français sortis en 2020. Elle est diffusée en exclusivité sur Canal+ et myCanal en clair. 
Le 14 décembre 2020, les nominations sont annoncées. Le film Deux arrive en tête des nominations avec 6 nominations, suivi de peu par Les choses qu'on dit, les choses qu'on fait avec 5 nominations.
Le 19 janvier 2021, le film Les Choses qu'on dit, les choses qu'on fait de Emmanuel Mouret remporte le prix du meilleur film.

## Palmarès
Toutes les nominations viennent du communiqué de presse de l'académie

### Meilleur film
- Les Choses qu'on dit, les choses qu'on fait de Emmanuel Mouret, produit par Frédéric Niedermayer
  - Adieu les cons de Albert Dupontel, produit par Catherine Bozorgan
  - Deux de Filippo Meneghetti, produit par Laurent Baujard et Pierre-Emmanuel Fleurantin
  - Été 85 de François Ozon, produit par Éric et Nicolas Altmayer
  - La Fille au bracelet de Stéphane Demoustier, produit par Jean Des Forêts

### Meilleure mise en scène
- Maïwenn pour ADN
  - Albert Dupontel pour Adieu les cons
  - Filippo Meneghetti pour Deux
  - Emmanuel Mouret pour Les Choses qu'on dit, les choses qu'on fait
  - François Ozon pour Été 85

### Meilleure actrice
- Martine Chevallier pour le rôle de Madeleine et Barbara Sukowa pour le rôle de Nina dans Deux
  - Laure Calamy pour le rôle de Antoinette Lapouge dans Antoinette dans les Cévennes
  - Emmanuelle Devos pour le rôle de Anne Walberg dans Les Parfums
  - Virginie Efira pour le rôle de Suze Trappet dans Adieu les cons
  - Camélia Jordana pour le rôle de Daphné dans Les Choses qu'on dit, les choses qu'on fait

### Meilleur acteur
- Sami Bouajila pour le rôle de Fares dans Un fils
  - Jonathan Cohen pour le rôle de Frédéric Girard dans Énorme
  - Albert Dupontel pour le rôle de Jean-Baptiste Cuchas dans Adieu les cons
  - Nicolas Maury pour le rôle de Jérémie Meyer dans Garçon chiffon
  - Jérémie Renier pour le rôle de Fred dans Slalom

### Meilleur scénario
- Stéphane Demoustier pour La Fille au bracelet
  - Filippo Meneghetti et Malysone Bovorasmy pour Deux
  - Jean-Louis Milesi pour Josep
  - Emmanuel Mouret pour Les Choses qu'on dit, les choses qu'on fait
  - Caroline Vignal pour Antoinette dans les Cévennes

### Révélation féminine
- Noée Abita dans Slalom
  - Najla Ben Abdallah dans Un fils
  - Nisrin Erradi dans Adam
  - Mélissa Guers dans La Fille au bracelet
  - Fathia Youssouf dans Mignonnes

### Révélation masculine
- Félix Lefebvre et Benjamin Voisin dans Été 85
  - Guang Huo dans La Nuit venue
  - Djibril Vancoppenolle dans Petit pays
  - Alexandre Wetters dans Miss
  - Jean-Pascal Zadi dans Tout simplement noir

### Meilleur premier film
- Deux de Filippo Meneghetti
  - Un divan à Tunis de Manele Labidi
  - Mignonnes de Maïmouna Doucouré
  - Slalom de Charlène Favier
  - Tout simplement noir de Jean-Pascal Zadi et John Wax

### Meilleure coproduction internationale
- L'Homme qui a vendu sa peau de Kaouther Ben Hania
  - Adam de Maryam Touzani
  - Un fils de Mehdi Barsaoui
  - Abou Leila de Amin Sidi-Boumédiène
  - La Llorona de Jayro Bustamante
  - Tu mourras à 20 ans de Amjad Abou Alala
  - Yalda, la nuit du pardon de Massoud Bakhshi

### Meilleur documentaire
- Un pays qui se tient sage de David Dufresne
  - La Cravate de Étienne Chaillou et Mathias Théry
  - Kongo de Hadrien La Vapeur et Corto Vaclav
  - Adolescentes de Sébastien Lifshitz
  - Si c'était de l'amour de Patric Chiha

### Meilleur film d'animation
- Josep de Aurel
  - L'Extraordinaire Voyage de Marona de Anca Damian
  - Calamity, une enfance de Martha Jane Cannary de Rémi Chayé
  - Petit Vampire de Joann Sfar

### Meilleure image
- Hichame Alaouié pour Été 85
  - Renato Berta pour Le Sel des larmes
  - Laurent Desmet pour Les Choses qu'on dit, les choses qu'on fait
  - Yann Maritaud pour Slalom
  - Aurélien Marra pour Deux

### Meilleure musique
- Silvia Pérez Cruz pour Josep
  - Florencia Di Concilio pour Calamity, une enfance de Martha Jane Cannary
  - Bertrand Burgalat pour Les Apparences
  - Pablo Pico pour L'Extraordinaire Voyage de Marona
  - Rone pour La Nuit venue

## Statistiques

### Nominations multiples
| Nombre de nominations | Film                                        |
| --------------------- | ------------------------------------------- |
| 6                     | Deux                                        |
| 5                     | Les choses qu'on dit, les choses qu'on fait |
| 4                     | Adieu les cons                              |
| 4                     | Slalom                                      |
| 4                     | Été 85                                      |
| 3                     | Josep                                       |
| 3                     | La fille au bracelet                        |
| 3                     | Un fils                                     |

### Prix multiples
| Nombre de prix | Film   |
| -------------- | ------ |
| 2              | Josep  |
| 2              | Deux   |
| 2              | Été 85 |